# 노네
노네는 피에몬테주의 토리노 광역시에 있는 이탈리아의 코무네로, 토리노에서 남서쪽으로 약 20 킬로미터 (12 mi) 떨어져 있다.
노네는 다음 코무네와 접한다: 오르바사노, 볼베라, 칸디올로, 피오베시토리네세, 아이라스카, 카스타뇰레피에몬테, 스칼렝게.

## 관심 장소
- 성령과 산 로코의 형제회 교회(Chiesa della Confraternita dello Spirito Santo e di San Rocco)
- 산티 제르바시오 에 프로타시오 - 본당 교회
- 산 로코 - 16세기 교회

## 공공 시설
마을에는 도서관과 영화관, 유치원 2곳, 초등학교 2곳, 고등학교 1곳, 약국 2곳이 있다.